# Заріччя (кол. Бісковицька сільська рада)
Заріччя — село в Україні, у Бісковицькій сільській громаді Самбірського району Львівської області. Населення — 122 особи.

## Населення

### Мова
Розподіл населення за рідною мовою за даними перепису 2001 року:
| Мова       | Кількість | Відсоток |
| ---------- | --------- | -------- |
| українська | 261       | 100%     |